# 6568 Серендіп
6568 Серендіп (6568 Serendip) — астероїд головного поясу, відкритий 21 лютого 1993 року.
Тіссеранів параметр щодо Юпітера — 3,408.
Названо на честь старовинного перської назви острова Шрі-Ланка.